# キヤノンMJアイティグループホールディングス
キヤノンMJアイティグループホールディングス株式会社 は、かつて存在した中間持株会社で、キヤノンMJのIT事業の子会社を統括していた。

## 概要
キヤノンMJの社内カンパニーの1つであった「ITSカンパニー」を前身とする。2016年4月に、キヤノンMJ内のIT事業の組織再編の為に消滅した。
キヤノングループには、キヤノンエスキースシステムやキヤノン電子テクノロジー、キヤノンアイテック、NT-WARE、Canon Information and Imaging Solutionsなどのソフトウェア企業もあるが、これらの企業はキヤノンMJ-ITHDのマネジメント下には無い。

## 沿革
- 2010年（平成22年）‐ キヤノンMJアイティグループホールディングス株式会社（キヤノンMJ-ITHD）設立。
- 2016年（平成28年）- キヤノンITソリューションズ株式会社に吸収合併され消滅。

## 連結子会社
- キヤノンITソリューションズ株式会社（SIおよびコンサルティング、各種ソフトウエアの開発・販売）
- キヤノンITSメディカル株式会社（医療ヘルスケア分野向けITソリューションの提供・SI開発、ネットワーク・ハードウエア構築）
- キヤノンビズアテンダ株会社（BPO（ビジネス・プロセス・アウトソーシング）、ITO（ITアウトソーシング）、人材派遣、人材教育サービス）
- スーパーストリーム株式会社（統合業務パッケージの企画・開発・販売）
- クオリサイトテクノロジーズ株式会社（Javaに特化したシステム開発、データセンター運営・維持と付帯するサービス）
- キヤノンソフトウェア株式会社（組込みソフトウエアの開発、各種ソフトウエアおよび通信系パッケージ製品の開発・販売）
- エディフィストラーニング株式会社（企業向けIT研修・マネジメント研修事業）